# Philhygra debiloides
Philhygra debiloides är en skalbaggsart som först beskrevs av Embrik Strand 1962.  Philhygra debiloides ingår i släktet Philhygra, och familjen kortvingar. Arten är reproducerande i Sverige.